# Queso asadero
De origen en Chihuahua, México, el queso asadero se produce y se consume a lo largo del estado. Es un queso fresco de pasta hilada producido artesanalmente en esta región, principalmente en el municipio de Villa Ahumada.

## Descripción
El queso asadero funde a partir de 60 °C; esto debido al pH ácido de su pasta (5.0 y 5.5). El queso asadero tiene gran semejanza con el queso Oaxaca en sus características; sin embargo hay una diferencia está en el proceso de elaboración. Mientras que en el proceso del queso Oaxaca se utiliza agua caliente para fundir la pasta, el queso asadero es fundido en su propio lactosuero. Con la pasta así obtenida tradicionalmente el queso asadero toma forma de tortillas aplanadas. Otra diferencia es que el queso asadero contiene mayor humedad que el queso Oaxaca. El queso asadero es muy popular dentro los quesos hispanos semi-duros y elaborados con cultivos ácido-lácticos.

## Usos
Por su plasticidad y capacidad de fundido, el queso asadero es apreciado en la gastronomía mexicana. En Chihuahua típicamente se usa para elaborar las quesadillas, acompañadas de una tradicional salsa de chile chilaca y lactosuero de quesería. También en enchiladas, tacos, tostadas, sándwiches, burritos, chiles rellenos, tortas, sincronizadas, quecas, picado en cubos para ensaladas, etc. 
Tiene el mismo uso que el queso en México.

## Fabricación
La elaboración artesanal de queso asadero consiste en la acidificación previa de la leche con la adición de leche ácida o cultivos lácticos a la leche fresca, cruda o pasteurizada, hasta alcanzar una acidez de 35 °D (grados Dornic). Es común que los oriundos de la zona norte de Chihuahua utilicen el trompillo (Solanum elaeagnifolium) como fuente de enzima coagulante. El trompillo es una planta silvestre que crece en la región y es considerada una maleza. Esta planta posee en sus frutos proteasas que presentan una actividad proteolítica, que resulta útil en el proceso tradicional de elaboración de queso asadero. Así entonces, la leche acidificada se cuaja mediante el uso de cuajo o trompillo a 35 °C por 20-40 minutos. Una variante de esta fase es coagular la leche fresca (15-18 °D) y dejar la leche 16 horas aproximadamente hasta alcanzar la acidez que provoque coagulación de la misma. La cuajada se corta manualmente, dejándola en reposo para que se desuere y se acidifique hasta obtener una acidez en el lactosuero de 34 °D y una pasta con cierta elasticidad, la cual se funde en cazos a fuego directo, o en marmitas de doble fondo calentando con vapor de agua. La temperatura de fundido es de 60-70 °C y dependerá de la humedad y la acidez de la pasta, es decir, a mayor humedad la temperatura aplicada será menor, en el caso de la acidez si esta es menor, la temperatura requerida para fundir la pasta será mayor. Durante el fundido, la pasta se amasa constantemente y es aquí cuando se forma la «pasta hilada» con paredes lisas brillantes, característica de este queso. Los parámetros más importantes para la obtención de una buena pasta son: un valor de pH de 5.2 aproximadamente, una humedad de 40-46 % y una temperatura de fundido entre 60-70 °C. Durante el amasado de la pasta, si ésta alcanza su temperatura de fundido pero no tiene la acidez adecuada para la formación de la pasta característica, se pueden agregar pequeñas gotas de ácido cítrico, evitando además el desuerado excesivo de la pasta. La pasta entonces se va estirando formando tiras de tamaño homogéneo, simultáneamente se le agrega la sal (1.4 %). Posteriormente se deja enfriar y secar ligeramente por 15 minutos, cada lado de la tira, con la tira se forman bloques, «tortillas» o bolas que se empacan en bolsas plásticas y se mantienen bajo refrigeración entre 4 a 6 °C.

## Características
La composición fisicoquímica del queso asadero elaborado con trompillo es similar a la del queso asadero elaborado con cuajo comercial, y éstas a su vez corresponden a la composición referida en quesos asaderos mexicanos. Los atributos sensoriales del queso asadero elaborado con trompillo son caracterizados por jueces dentro de una escala de nueve puntos en un intervalo de débil a medio bajo. Este perfil de atributos evaluados en el queso Asadero con trompillo resulta comparativamente similar al del queso elaborado con cuajo comercial. Solamente la firmeza del queso con trompillo es ligeramente blanda en comparación con el queso asadero de cuajo comercial. Resultados de pruebas de preferencia entre los dos tipos de queso demuestran que no hay diferencia significativa entre los tratamientos.